# Profoundemonium
Profoundemonium es el segundo álbum de estudio de la banda gótica noruega Trail of Tears publicado bajo la etiqueta Napalm Records en mayo de 2000. La cubierta fue diselñada por Travis Smith. 
Fue el último disco con la soprano Helena Iren Michaelsen, quien se marchó ese mismo año una vez que el álbum se terminó de grabar. La cantante fue contratada por representantes de Sahara Dust (luego Epica) mientras la banda realizaba la mezcla del disco en Holanda.

## Lista de canciones
Todas la música por Trail of Tears. Todas las letras por Ronny Thorsen y Helena I. Michaelsen, excepto "Profoundemonium" y  "Fragile Emotional Disorder" por Ronny Thorsen.
1. «Countdown to Ruin» - 2:31
2. «Driven Through the Ruins» - 5:48
3. «Fragile Emotional Disorder» - 6:41
4. «Profoundemonium» - 4:55
5. «Sign of the Shameless» - 4:08
6. «In Frustration's Preludium» - 1:59
7. «In Frustration's Web» - 5:04
8. «Released At Last» - 6:01
9. «Image of Hope» - 3:51
10. «Disappointment's True Face» - 7:30
11. «The Haunted» - 5:01

## Personal

### Trail of Tears
- Ronny Thorsen - Vocales
- Helena Iren Michaelsen - Vocales
- Runar Hansen - Guitarra
- Terje Heiseldal - Guitarra
- Kjell Rune Hagen - Bajo
- Frank Roald Hagen - Teclados
- Jonathan Pérez - batería

### Músicos invitados
- Jan Vigeland - Sierra, accordeón
- Kjetil Nordhus – Vocales limpias (en pista # 3), coros
- Torunn F. Damman, Marianne Haugen, Liv Heidi Sletta, Bjørgunn A. Tønnesland, Bjarte S. Pedersen, Frode Stubhaug. - Coros

### Producción e ingeniería
- Hans Eidskard y Trail of Tears - producción
- Travis Smith - arte cubierta
- Jack Tillmanns - fotografía
- Mezclado en el Estudio RS 29, Holanda, en abril de 2000 por Oscar Holleman, Ronny Thorsen, Terje Heiseldal y Runar Hansen.